# Eilsleben
Eilsleben è un comune tedesco di 3 677 abitanti situato nel land della Sassonia-Anhalt.